# Windig en de Jong
Windig en de Jong is een Nederlands duo striptekenaars, bestaande uit René Windig en Eddie de Jong. Zij zijn vooral bekend van hun dagbladstrip Heinz.

## Geschiedenis
Als het duo Gezellig & Leuk brachten Windig en de Jong hun eerste eigen strip uit, Fnirwak. Voor deze strip ontvingen ze in 1984 een Stripschappenning. Windig en De Jong werkten in de jaren 70 korte tijd voor de redactie van Donald Duck. Ze tekenden enkele verhalen voor het weekblad, en ook het merendeel van de scripts hiervan was van hun hand (enkele scripts waren van Thom Roep en Paul Deckers). Ze werden echter in 1975 alweer ontslagen, omdat men hun stijl niet goed bij de verhalen voor het weekblad vond passen. In 1979 traden ze in dienst bij Espee.
Eind 1985 richtten Windig en de Jong in Amsterdam de stichting Gezellig en Leuk op, samen met Paul Bodoni, Aart Clerkx, Theo van Boven en Mark Smeets. Ze gaven gedurende enige tijd een eigen tijdschrift uit met dezelfde naam als de stichting. Hierin parodieerden ze onder andere De verhalen van Oom Wim.
Voor Het Parool tekenden Windig en de Jong occasioneel de strip Rockin' Belly. Toen de strip Liefde en geluk van Gerrit de Jager verhuisde van Het Parool naar het Algemeen Dagblad, maakten Windig en de Jong vanaf januari 1987 de dagbladstrip Heinz, waarin de kater uit Rockin' Belly nu de hoofdrol had. Heinz zou uiteindelijk met enige afstand hun bekendste strip worden. In 1991 ontvingen ze de Stripschapprijs.
Voor Het Parool tekenden ze ook de strip Oom Cor, over een man in een viskraam. Daarnaast tekenden Windig en de Jong ook de weekstrip Dick Bosch.